# Paula Pais
Paula Pais é uma atriz portuguesa.

## Televisão
- Rua Sésamo RTP 1991-1996 'Gata Tita'
- Primeiro Amor RTP 1995/1996 'Adélia'
- Jardim da Celeste RTP 1997 'vozes'
- Médico de Família SIC 1997
- Ballet Rose RTP 1998 'Gabi'
- Uma Casa em Fanicos RTP 1998
- Esquadra de Polícia RTP 1999 'Leonor'
- Jornalistas SIC 1999/2000 'Filipa'
- Bastidores RTP 2001 'jornalista'
- Querido Professor SIC 2001
- O Espírito da Lei SIC 2001 'advogada'
- Cuidado com as Aparências SIC 2002
- O Bairro da Fonte SIC 2002
- Lusitana Paixão RTP 2002 'cabeleireira'
- Morangos com Açúcar TVI 2004 'sra. Rebelo'
- Tempo de Viver TVI 2006/2007 'Alcina'
- Ilha das Cores RTP 2007 'vozes'
- O Dia do Regicídio RTP 2008
- Rebelde Way SIC 2008 'Gabriela'
- Liberdade 21 RTP 2008
- Laços de Sangue SIC 2010
- Dancin' Days SIC 2012
- Destinos Cruzados TVI 2013
- Gordurosas SIC 2015
- Amor Maior SIC 2016 'conservadora'